# Faultline
David Kosten (* 1968 in London, England) ist ein englischer DJ, Musiker und Produzent und veröffentlicht seine eigene Musik seit 1998 unter dem Projektnamen Faultline. Seit 2001 hat er mit Tiny Consumer ein eigenes Label und ist als freier A&R-Berater für EMI-Records UK tätig. Seit 2006 ist er vornehmlich freischaffender Produzent und nahm Alben mit Acts wie Lenka, Bat for Lashes und Everything Everything auf.

## Leben

### Beschreibung
Seit Mitte der 1990er Jahre ist David Kosten in der britischen Musikszene aktiv. Beeinflusst von Synthie-Pop und Dark Wave, legte er als DJ zunächst Drum and Bass auf. 1996 gründete er sein Ein-Mann-Projekt Faultline, dessen elektronische Musik überwiegend sphärisch, melancholisch und dennoch experimentell ist. Verspielte, unstrukturierte Songs wechseln sich auf seinen Alben mit wohl komponierten Triphop-Werken ab. Waren seine beiden ersten Albumveröffentlichungen noch rein instrumental, so holte er sich für sein drittes Album verschiedenste Gastvokalisten und -instrumentalisten ins Studio. Stilistisch wird er allgemein unter elektronischer Musik und Triphop geführt, im Speziellen unter Downbeat, Broken Beat und sogenannter Dark Electronica.

### Your Love Means Everything
Das 2002er Album enthält traurigschöne, softe Britpop-Triphop-Kompositionen, die sich mit mal sphärischen, mal ruppigen Klangwelten abwechseln. Für die Balladen erhielt er von verschiedenen Musikern Unterstützung, unter anderem Chris Martin von Coldplay, der mit Where Is My Boy und Your Love Means Everything (Pt. II) gleich in zwei Songs vertreten ist. Jacob Golden ist mit seiner geradezu für Triphop prädestinierten Mann-Frau-Stimme und diversen Gitarreneinsätzen ebenfalls mehrfach vertreten, mit Bitter Kiss und der Zweitstimme zu Green Fields, bei dem R.E.M.s Michael Stipe die Hauptstimme übernahm. Wayne Coyne und Nick McCabe runden das großspurige Aufgebot schließlich ab.
Da es beim Vertrieb des Albums diverse rechtliche Probleme gab, Kosten seit 2003 bei EMI unter Vertrag steht und Coldplay über Nacht zur treibenden ökonomischen Größe bei EMI wurden (Chris Martin sang seine Parts bereits vor dem Erfolg von Parachutes ein), wurde das Album 2004 mit einer veränderten Tracklist re-veröffentlicht. Dazu wurde mit Joseph Arthur der Rolling-Stones-Hit Wild Horses gecovert und auf das Album ergänzt. Mit Ras B., einem amerikanischen Rapper, nahm er noch die spätere Auskopplung Biting Tongues auf.

### Weiteres
Das offizielle dritte Album von Faultline, Destructo, The Human Cannonball, sollte Anfang 2008 veröffentlicht werden, lässt aber bis zum heutigen Tag auf sich warten. Für die 2006er Tribute-Kompilation an Serge Gainsbourg coverte und produzierte David Kosten mit Brian Molko (Placebo) und Françoise Hardy den Gainsbourg-Klassiker Requiem pour un con.

## Produzent
Seit Mitte der 2000er Jahre arbeitet Kosten als freischaffender Produzent und nimmt mit diversen Künstlern Songs und Alben auf. Er wird von diversen Labels wie EMI, Decca Records, Sub Pop etc. engagiert. Produziert hat er unter anderem Alben von Ben Christophers, Jacob Golden, Merz und Steven Wilson. Remixe hat er z. B. für die Band Keane (Goodbye Yellow Brick Road) und Iain Archer abgeliefert.

## Veröffentlichungen

### Alben
- 1998 – Faultline EP (Minialbum)
- 1999 – Closer Colder
- 2002 – Your Love Means Everything
- 2004 – Your Love Means Everything (Re-Release)

### Singles
- 1998 – Mute
- 1998 – Control
- 2004 – The Colossal Gray Sunshine (feat. Wayne Coyne)
- 2004 – Biting Tongues (feat. Ras B.)
- 2004 – Wild Horses (feat. Joseph Arthur)

### Beiträge
- 2005 – Goodbye Yellow Brick Road (feat. Keane) – Elton-John-Cover, für Help: A Day in the Life (Charity Album)
- 2006 – Requiem for a Jerk (feat. Brian Molko) – für Serge Gainsbourg – Revisited

* diese Titel wurden unter dem Namen Faultline veröffentlicht

## Produktionen (Auszug)
- Ben Christophers – Spoonface (2001)
- Jacob Golden – Halleluhja World (2002)
- Skin – Fleshwounds (2003)
- Joseph Arthur – Our Shadows Will Remain (2004)
- Natalie Imbruglia – Counting Down the Days (2006)
- Iain Archer – Magnetic North (2006)
- Bat for Lashes – Fur and Gold (2006), Two Suns (2009), The Haunted Man (2012)
- Everything Everything – Man Alive (2010), Arc (2013)
- Lenka – Two (2011)
- Guillemots – Walk the River (2011)
- Kristina Train – Dark Black (2012)
- Animal Kingdom – The Looking Away (2012)
- Morning Parade – Morning Parade (2012)
- Anna Aaron – Neuro (2014)
- Marina (Sängerin) – Froot (2015)
- Steven Wilson – The Future Bites (2021)